# Hình tròn

Hình tròn có chu vi (C) màu đen, đường kính (D) màu lam, bán kính (R) màu đỏ và tâm (O) màu lục.

Trong hình học, một hình tròn là vùng trong mặt phẳng giới hạn bởi một vòng tròn. Một hình tròn được cho là đóng nếu nó chứa đường tròn tạo thành ranh giới của nó và mở nếu không.

## Công thức
Trong hệ tọa độ Descartes, hình tròn mở tâm {\displaystyle (a,b)} và bán kính R được thể hiện theo công thức
{\displaystyle D=\{(x,y)\in {\mathbb {R} ^{2}}:(x-a)^{2}+(y-b)^{2}<R^{2}\}}
trong khi hình tròn đóng có cùng tâm và bán kính được thể hiện bằng
{\displaystyle {\overline {D}}=\{(x,y)\in {\mathbb {R} ^{2}}:(x-a)^{2}+(y-b)^{2}\leq R^{2}\}.}
Diện tích của một hình tròn đóng hoặc mở có bán kính R là πR 2 (xem diện tích hình tròn).

## Tính chất
Hình tròn có tính đối xứng tròn.
Hình tròn mở và hình tròn đóng không tương đương topo (không đồng phôi), vì chúng có tính chất topo khác nhau. Chẳng hạn, mọi hình tròn đóng đều compact trong khi mọi hình tròn mở không compact. Tuy nhiên, từ quan điểm của topo đại số, chúng có chung nhiều thuộc tính: cả hai đều có thể co rút và do đó, đồng luân với một điểm duy nhất. Điều này ngụ ý rằng các nhóm cơ bản của chúng là không đáng kể, và tất cả các nhóm tương đồng là không đáng kể ngoại trừ nhóm thứ 0, là đẳng cấu của Z. Đặc tính Euler của một điểm (và do đó cũng là của một hình tròn đóng hoặc mở) là 1.
Mỗi hàm liên tục từ hình tròn đóng đến chính nó đều có ít nhất một điểm cố định (không yêu cầu hàm phải song ánh hoặc toàn ánh); đây là trường hợp n = 2 của định lý điểm cố định Brouwer. Tuyên bố là sai với hình tròn mở:
Xem ví dụ hàm {\displaystyle f(x,y)=\left({\frac {x+{\sqrt {1-y^{2}}}}{2}},y\right)} ánh xạ mọi điểm của hình tròn đơn vị mở sang một điểm khác trên hình tròn đơn vị mở ở bên phải của điểm đã cho. Nhưng đối với hình tròn đơn vị đóng, nó sửa mọi điểm trên nửa vòng tròn {\displaystyle x^{2}+y^{2}=1,x>0.}